# Premios AUF
Los Premios AUF son organizados por la Asociación Uruguaya de Fútbol desde el año 2018 que distinguen a los mejores futbolistas, entrenadores, árbitros y asistentes de árbitros durante y al final de cada temporada de la Primera División de Uruguay.

## Historia
En la primera y segunda edición se acordó otorgar 3 premios mensuales: mejor jugador junto a 5 jugadores destacados, joven talento y mejor gol. Además, se definió que el equipo técnico se encargue de otorgar premios anuales: mejor director técnico, mejor árbitro, mejor árbitro asistente, joven talento sub-21 de la temporada, mejor debutante y mejor gol. Mientras que el mejor jugador de la temporada y el equipo ideal lo definen los capitanes de cada club, entrenadores, árbitros, el público y equipo técnico.
En el año 2020, a los premios mensuales se añadió un jugador destacado y por primera vez se premió a la mejor atajada. En los premios anuales también se incluyó la mejor atajada,se nombró a los suplentes del equipo ideal y eliminaron la distinción anual del mejor gol de jugada colectiva.
Desde el año 2021, se definió eliminar los 6 jugadores destacados mensuales y se comenzó a distinguir una oncena ideal cada mes. En 2024 se eliminó el premio al equipo ideal de cada mes.

## Equipo técnico
La AUF conformó un grupo de personas especialistas en fútbol para otorgar los Premios, con diversas profesiones como exfutbolistas, ex árbitros, periodistas, técnicos, preparadores físicos.
- 2018: los primeros en integrar el equipo técnico fueron Raúl Möller, Fabián Carini, Rodolfo Rodríguez, Rubén Paz, Juan Ahuntchaín, Jorge Giordano, Pablo Forlán, Juan Tchakidjián, Ernesto Filippi, Pablo Fandiño, Ricardo Piñeyrúa y Eduardo Rivas.[4]
- 2019: Pablo Forlán, Rubén Paz, Rodolfo Rodríguez, Raúl Möller, Gregorio Pérez, Fabián Carini, Ernesto Filippi, Pablo Fandiño, Eduardo Rivas, Rodrigo Romano, Luciano Cafú Barbosa, Alejandro Martínez y Gustavo Bañales.[5]
- 2020: Gustavo Bañales, Luciano Cafú Barbosa, Adrián Berbia, Pablo Fandiño, Ernesto Fillippi y Rodrigo Romano (fijos). Martín Lasarte, Fabián Carini, Martín Lasarte, Alejandro Martínez, Raúl Möller, Gregorio Pérez, Eduardo Rivas y Rodolfo Rodríguez (temporales).[6]
- 2021: Eduardo Arismendi, Gustavo Bañales, Luciano Cafú Barbosa, Pablo Fandiño, Ernesto Filippi, Jorge Giordano, Richard Pellejero, Gregorio Pérez, Ignacio Risso, Rodrigo Romano y Jorge Seré.[3]
- 2022: Eduardo Arismendi, Gustavo Bañales, Luciano Cafú Barbosa, Sergio Blanco, Pablo Fandiño, Ernesto Filippi, Jorge Giordano, Raúl Möller, Richard Porta, Rodrigo Romano y Jorge Seré.[7]
- 2023: Eduardo Arismendi, Gustavo Bañales, Luciano Cafú Barbosa, Pablo Fandiño, Álvaro Fuerte, Gregorio Pérez, Rodrigo Romano y Jorge Seré.[8]
- 2024: Eduardo Arismendi, Gustavo Bañales, Luciano Cafú Barbosa, Pablo Fandiño, Álvaro Fuerte, Gregorio Pérez, Rodrigo Romano, Jorge Seré, Sergio Blanco, Richard Porta, Alejandro Bertoldi, Álvaro Gutiérrez y Juan Manuel Olivera.[9]

## Premios

### 2018
Mejor jugador: Kevin Dawson (Peñarol)

Jugador del público: Cristian Rodríguez (Peñarol)

Joven talento: Leonardo Fernández (Fénix)

Mejor director técnico: Diego López (Peñarol)

Mejor gol del año: Agustín Canobbio (Peñarol)

Mejor gol de jugada colectiva: Diego Riolfo, Ignacio González y Manuel Castro (Wanderers)

Mejor debutante: Christian Oliva (Nacional)

Goleador:  Gonzalo Bergessio (Nacional) 17 goles en 35 PJ

Valla menos vencida: Nacional (Esteban Conde 19 – PJ y  Luis Mejía 16 – PJ) – 27 goles recibidos

Jugador con más minutos en cancha: Leonardo Pais (Torque) – 3138 minutos en 35 partidos

Fair Play: Liverpool Fútbol Club

Mejor árbitro: Leodán González

Mejor árbitro asistente: Nicolás Tarán

Equipo ideal:
| Golero                 | Defensas | Mediocampistas                                                                                           | Delanteros                                               |
| ---------------------- | --- | --- | -------------------------------------------------------- |
| Kevin Dawson (Peñarol) | Mathías Suárez (Defensor Sporting) Fabricio Formiliano (Peñarol) Sebastián Cáceres (Liverpool) Lucas Hernández (Peñarol) | Leandro Paiva (Cerro) Christian Oliva (Nacional) Cristian Rodríguez (Peñarol) Leonardo Fernández (Fénix) | Gonzalo Bergessio (Nacional) Gabriel Fernández (Peñarol) |

### 2019
Mejor jugador: Matías Viña (Nacional)

Jugador del público: Facundo Pellistri (Peñarol)

Joven talento: Nicolás Acevedo (Liverpool)

Mejor director técnico: Danielo Núñez (Cerro Largo)

Mejor gol del año: Bryan Olivera (Liverpool)

Mejor gol de jugada colectiva: Joaquín Zeballos (Juventud)

Mejor debutante: Matías Arezo (River Plate)

Goleador: Juan Ignacio Ramírez (Nacional) 24 goles en 34 PJ

Valla menos vencida: Peñarol (Kevin Dawson 33 – PJ y Thiago Cardozo 4 – PJ) – 28 goles recibidos

Jugadores con más minutos en cancha: Ignacio De Arruabarrena (Wanderers), Federico Cristóforo (Danubio) y Nicolás Guirín (Plaza Colonia) - 3330 minutos en 37 partidos

Jugador de campo con más minutos en cancha: Juan de Dios Pintado (Juventud) – 3143 minutos en 35 partidos

Fair Play: Racing Club de Montevideo, Club Atlético Peñarol y Defensor Sporting Club

Mejor árbitro: Christian Ferreyra

Mejor árbitro asistente: Nicolás Tarán

Equipo ideal y suplentes:
| Golero                       | Defensas                                                                                                  | Mediocampistas                                                                                                  | Delanteros                                                    |
| ---------------------------- | --- | --- | ------------------------------------------------------------- |
| Gastón Olveira (River Plate) | Juan Acosta (Cerro Largo) Emanuel Gularte (Progreso) Fabricio Formiliano (Peñarol) Matías Viña (Nacional) | Facundo Pellistri (Peñarol) Mathías Riquero (Progreso) Facundo Waller (Plaza Colonia) Gonzalo Castro (Nacional) | Juan Ignacio Ramírez (Liverpool) Gonzalo Bergessio (Nacional) |
| Golero                       | Defensas                                                                                                  | Mediocampistas                                                                                                  | Delanteros                                                    |
| Luis Mejía (Nacional)        | Sebastián Cáceres (Liverpool) Yeferson Quintana (Cerro Largo) Mauricio Gómez (Defensor Sporting)          | Nicolás Acevedo (Liverpool) Manuel Ugarte (Fénix)                                                               | Joaquín Zeballos (Juventud)                                   |

### 2020
Mejor jugador:  Gonzalo Bergessio (Nacional)

Jugador del público: Facundo Torres (Peñarol)

Joven talento: Facundo Batista (Deportivo Maldonado)

Mejor director técnico:  Pablo Marini (Torque)

Mejor gol del año: Agustín Ocampo (Liverpool)

Mejor atajada del año: Sebastián Lentinelly (Liverpool)

Mejor debutante: Facundo Torres (Peñarol)

Goleador:  Gonzalo Bergessio (Nacional) 25 goles en 37 PJ

Valla menos vencida: Peñarol (Kevin Dawson 34 – PJ, Thiago Cardozo 4 – PJ y Martín Correa 1 – PJ) – 36 goles recibidos

Jugadores con más minutos en cancha: Gonzalo Falcón (Boston River) y Danilo Lerda (Deportivo Maldonado) – 3240 minutos en 36 partidos

Fair Play: Club Atlético Boston River

Mejor árbitro: Christian Ferreyra

Mejor árbitro asistente: Carlos Barreiro

Equipo ideal y suplentes:
| Golero                           | Defensas                                                                                                   | Mediocampistas                                                                                            | Delanteros                                                                                |
| -------------------------------- | --- | --- | ----------------------------------------------------------------------------------------- |
| Sergio Rochet (Nacional)         | Franco Pizzichillo (Torque) Federico Pereira (Liverpool) Yonatthan Rak (Torque) Camilo Cándido (Liverpool) | Gonzalo Vega (Rentistas) Hernán Figueredo (Liverpool) Emiliano Martínez (Nacional) David Terans (Peñarol) | Juan Ignacio Ramírez (Liverpool) Gonzalo Bergessio (Nacional)                             |
| Golero                           | Defensas                                                                                                   | Mediocampistas                                                                                            | Delanteros                                                                                |
| Sebastián Lentinelly (Liverpool) | Franco Romero (Liverpool) Joaquín Piquerez (Peñarol)                                                       | Felipe Carballo (Nacional) Marcelo Allende (Torque)                                                       | Facundo Torres (Peñarol) Matías Arezo (River Plate) Facundo Batista (Deportivo Maldonado) |

### 2021
Mejor jugador: Agustín Canobbio (Peñarol)

Jugador del público:  Gonzalo Bergessio (Nacional)

Joven talento: Agustín Álvarez Martínez (Peñarol)

Mejor director técnico: Mauricio Larriera (Peñarol)

Mejor gol del año: Matías Arezo (River Plate)

Mejor atajada del año: Sebastián Lentinelly (Liverpool)

Mejor debutante: Ignacio Sosa (Fénix)

Goleador: Maximiliano Silvera (Cerrito) 21 goles en 30 PJ

Valla menos vencida: Peñarol (Kevin Dawson – 26 PJ y  Neto Volpi – 4 PJ) – 21 goles recibidos

Jugador con más minutos en cancha: Gonzalo Falcón (Boston River) – 2700 minutos en 30 partidos

Fair Play: Club Atlético Peñarol

Mejor árbitro: Andrés Matonte

Mejor árbitro asistente: Martín Soppi

Equipo ideal y suplentes:
| Golero                        | Defensas | Mediocampistas                                                                                            | Delanteros                                                       |
| ----------------------------- | --- | --- | ---------------------------------------------------------------- |
| Sergio Rochet (Nacional)      | Giovanni González (Peñarol) Haibrany Ruiz Díaz (Plaza Colonia) Gary Kagelmacher (Peñarol) Andrew Teuten (Torque) | Agustín Canobbio (Peñarol) Walter Gargano (Peñarol) Leonai Souza (Plaza Colonia) Facundo Torres (Peñarol) | Maximiliano Silvera (Cerrito) Agustín Álvarez Martínez (Peñarol) |
| Golero                        | Defensas | Mediocampistas                                                                                            | Delanteros                                                       |
| Santiago Mele (Plaza Colonia) | Gonzalo Camargo (Plaza Colonia) Ángel Cayetano (Cerro Largo)                                                     | Jesús Trindade (Peñarol) César Araújo (Wanderers)                                                         | Leandro Otormín (Cerro Largo) Gonzalo Bergessio (Nacional)       |

### 2022
Mejor jugador: Felipe Carballo (Nacional)

Jugador del público: Sergio Rochet (Nacional)

Joven talento: Thiago Borbas (River Plate)

Mejor director técnico: Pablo Repetto (Nacional)

Mejor gol del año: Pablo Ceppelini (Peñarol)

Mejor atajada del año: Sergio Rochet (Nacional)

Mejor debutante: Valentín Adamo (River Plate)

Goleador: Thiago Borbas (River Plate) – 18 goles en 36 PJ

Valla menos vencida: Nacional (Sergio Rochet - 33 PJ y Martín Rodríguez - 4 PJ) – 20 goles recibidos

Jugadores con más minutos en cancha: Santiago Silva (Boston River) y Esteban Conde (Danubio) – 3330 minutos en 37 partidos

Fair Play: Danubio Fútbol Club

Mejor árbitro: Andrés Matonte

Mejores árbitros asistentes: Nicolás Tarán y Martín Soppi

Equipo ideal y suplentes:
| Golero                   | Defensas | Mediocampistas                                                                                 | Delanteros                                                                    |
| ------------------------ | --- | ---------------------------------------------------------------------------------------------- | ----------------------------------------------------------------------------- |
| Sergio Rochet (Nacional) | Agustín Sant’Anna (Defensor Sporting) Léo Coelho (Nacional) Federico Pereira (Liverpool) Camilo Cándido (Nacional) | Fabricio Díaz (Liverpool) Felipe Carballo (Nacional) Maximiliano Cantera (Deportivo Maldonado) | Franco Fagúndez (Nacional) Luis Suárez (Nacional) Thiago Borbas (River Plate) |
| Golero                   | Defensas | Mediocampistas                                                                                 | Delanteros                                                                    |
| Esteban Conde (Danubio)  | José Luis Rodríguez (Nacional) Facundo Mallo (Defensor Sporting)                                                   | Lucas de los Santos (Defensor Sporting) Alan Medina (Liverpool)                                | Thiago Vecino (Liverpool) Agustín Rodríguez (Boston River)                    |

### 2023
Orden del Mértito y Reconocimiento: Dr. Hernán Navascués

Mejor jugador: Federico Pereira (Liverpool)

Jugador del público: Matías Arezo (Peñarol)

Joven talento: Luciano Rodríguez (Liverpool)

Mejor director técnico: Jorge Bava (Liverpool)

Mejor gol del año: Abel Hernández (Peñarol)

Mejor atajada del año: Sebastián Britos (Liverpool)

Mejor debutante: Mateo Antoni (Liverpool)

Goleador: Juan Ignacio Ramírez (Nacional) – 18 goles en 34 PJ

Valla menos vencida: Defensor Sporting (Matías Dufour - 33 PJ y Nicolás Rossi - 4 PJ) – 32 goles recibidos

Jugador con más minutos en cancha: Mauro Silveira (Wanderers)

Equipo ideal y suplentes:
| Golero                       | Defensas | Mediocampistas                                                                 | Delanteros                                                                           |
| ---------------------------- | --- | ------------------------------------------------------------------------------ | ------------------------------------------------------------------------------------ |
| Sebastián Britos (Liverpool) | Juan de Dios Pintado (Defensor Sporting) Federico Pereira (Liverpool) Juan Izquierdo (Liverpool) Miguel Samudio (Liverpool) | Marcelo Meli (Liverpool) Sebastián Rodríguez (Peñarol) Alan Medina (Liverpool) | Luciano Rodríguez (Liverpool) Juan Ignacio Ramírez (Nacional) Matías Arezo (Peñarol) |
| Golero                       | Defensas | Mediocampistas                                                                 | Delanteros                                                                           |
| Mauro Goicoechea (Danubio)   | Mateo Antoni (Liverpool) Mauro Brasil (Cerro Largo)                                                                         | Nicolás Fonseca (Wanderers) Tiago Palacios (Torque)                            | Rubén Bentancourt (Liverpool) Thiago Vecino (Liverpool)                              |

### 2024
Mejor jugador: Leonardo Fernández (Peñarol)

Jugador del público: Leonardo Fernández (Peñarol)

Joven talento: Damián García (Peñarol)

Mejor director técnico: Diego Aguirre (Peñarol)

Mejor gol del año: Gonzalo Petit (Nacional)

Mejor atajada del año:  Luis Mejía (Nacional)

Mejor debutante: Lucas Sanabria (Nacional)

Goleador: Leonardo Fernández (Peñarol) – 16 goles en 36 PJ

Valla menos vencida: Peñarol (Washington Aguerre, Guillermo De Amores y Randall Rodríguez) – 17 goles recibidos

Jugador con más minutos en cancha: Kevin Dawson (Defensor Sporting)

Mejor árbitro: Esteban Ostojich

Mejor árbitro asistente: Andrés Nievas

Fair Play: Peñarol

Copa AUF Sin Género: Peñarol

Equipo ideal:
| Golero                       | Defensas                                                                                                   | Mediocampistas                                                                  | Delanteros                                                                          |
| ---------------------------- | --- | ------------------------------------------------------------------------------- | ----------------------------------------------------------------------------------- |
| Washington Aguerre (Peñarol) | Leandro Lozano (Nacional) Guzmán Rodríguez (Peñarol) Javier Méndez (Peñarol) Juan Rodríguez (Boston River) | Eduardo Darias (Liverpool) Damián García (Peñarol) Leonardo Fernández (Peñarol) | Nicolás López (Nacional) Maximiliano Silvera (Peñarol) Bruno Damiani (Boston River) |